# 二酸化マンガン
二酸化マンガン（にさんかマンガン、manganese dioxide）または酸化マンガン(IV)（さんかマンガン(IV)、manganese(IV) oxide）は、化学式が MnO2 と表されるマンガンの酸化物である。酸化剤や乾電池、無機触媒として利用されている。「二酸化マンガン」と一般には呼ばれるが、実際には不定比化合物であり、MnOx (x = 1.93-2) 程度の組成を持つ。二酸化マンガンは主にマンガン電池やリチウム電池の正極に使われる。また酸化剤、染料、釉、マッチ、乾電池、マンガン鋼の材料として利用される。
鉱物としては、軟マンガン鉱、ラムスデル鉱、アフテンスク鉱として産出するが、軟マンガン鉱以外は希産である。

## 歴史
マンガンが1774年に元素として発見されるはるか昔から、二酸化マンガンは鉱物として利用されてきた。
旧石器時代には使用されていたとみられ、フランス南西部のペック・ド・ラゼ洞窟遺跡からネアンデルタール人が用いた5万年前の二酸化マンガンの塊り（筆記具）が発見されている（英語版・先史）。日本では北海道の「柏台1遺跡」からは2万年前の毛皮の着色料として、赤色顔料（褐鉄鉱と赤鉄鉱）と黒色顔料（二酸化マンガン）が用いられた可能性が提示され、両顔料の原石は近くの遺跡である「丸子山遺跡」と帯広市「川西C遺跡」から見つかっている。同時代の東・北アジアでは壁画が見つかっていないため、黒色顔料の使用自体が貴重な発見とされる（前同 p.121.）。
古代ローマの博物誌家である大プリニウス (Gaius Plinius Secundus) の『博物誌』には、ガラスを無色透明にするために黒色の粉末を用いるとの記述がある。この黒色の粉末とは軟マンガン鉱 (Pyrolusite) であり、不純物を 10% から 20% 含むほかは二酸化マンガンそのものである。二酸化マンガンを用いて、ガラス中にある2価の鉄イオンの緑色を消していたことになる。現代でも同じ用途に二酸化マンガンを用いている。
二酸化マンガンは、塩素の発見にも役立った。1774年、スウェーデンの化学者シェーレが濃塩酸中に二酸化マンガンを加えると、塩素が発生することを見出した。
{\displaystyle {\ce {MnO2\ + 4HCl -> MnCl2\ + 2H2O\ + Cl2}}}

## 用途例
強い酸化剤であり、触媒、マンガン電池などに用いられる。

### マンガン電池
1868年フランスのジョルジュ・ルクランシェ (Georges Leclanché) は、二酸化マンガンを用いたルクランシェ電池を発明した。ルクランシェ電池に先立つ最初の電池は、ボルタ電池である。ボルタ電池では放電が進むにつれ、プラス極上に水素ガスが付着し、実効的な電極面積が減少し、水素イオンが電子を受け取る反応が進行しにくくなり、結果的に電流が流れにくくなる欠点がある。従って電流を維持しようとすると反応過電圧が増加する。本現象は分極の一種である。ルクランシェ電池では二酸化マンガンを酸化剤に用いることにより水素発生を抑制し、過電圧の増加を回避している。
{\displaystyle {\ce {MnO2\ +H^{+}\ +{\mathit {e}}^{-}->Mn(O)OH}}}
現代のマンガン電池も、基本構造はルクランシェ電池と同じである。ルクランシェ電池は電解質に液体の塩化アンモニウム水溶液を使っており、取り回しに難点があった。マンガン乾電池では、電解質をペースト状にすることで、「乾」電池とすることができた。水素の発生を抑えるために、やはり二酸化マンガンを用いている。二酸化マンガンが電池全体に占める重量は約 40% に上る。

### 有機合成分野
有機合成化学において、二酸化マンガンはマイルドな酸化剤として用いられる。ベンジルアルコール、アリルアルコールを対応するカルボニル化合物に酸化する。通常のアルコールはほとんど酸化されない。また、一級アルコールを酸化する場合、カルボン酸への過剰酸化が起こらずアルデヒドが選択的に得られるため、有用性が高い。

### 無機触媒
二酸化マンガンは無機触媒でもある。中等教育過程の理科実験でしばしば行われる、過酸化水素水から酸素を発生させる実験で用いられる。酸素発生時には、熱を発する。
{\displaystyle {\ce {2H2O2 -> 2H2O\ + O2}}}
塩素酸カリウムに二酸化マンガンを加えて、酸素を発生させる場合も無機触媒として働いている。
{\displaystyle {\ce {2KClO3 -> 2KCl\ + 3O2}}}
酸化作用、無機触媒以外の性質を生かした用途としては、樹脂に添加する黒色顔料、陶磁器の釉薬などがある。
2002年の国内生産量は約4万6000トン、輸入量は約2,300トン、輸出量は約2万4000トンである（生産量、輸出入量は化学工業日報社発行の｢14504の化学商品｣による）。

### ホルムアルデヒドの酸化分解
二酸化マンガンは、有害なホルムアルデヒドを室温で水と二酸化炭素に酸化分解する。この性質を生かした用途として、空気中のホルムアルデヒド濃度を低減する空気清浄材料や空気清浄機のフィルターなどがある。